# 無卡提款
無卡提款，指提款人可不經由傳統插入金融卡與輸入密碼（PIN）之方式，而是採生物辨識（指紋、虹膜、靜脈）、非接觸感應（NFC、Bluetooth、IrDA）等方式，於自動櫃員機取得現鈔。